# Miguel Olvera
Miguel Olvera (ur. 14 listopada 1939 w Salitre) – ekwadorski tenisista, reprezentant w Pucharze Davisa.
W 1960 jako pierwszy nierozstawiony zawodnik wygrał turniej w Cincinnati. Największą sławę przyniósł mu finał strefy amerykańskiej Pucharu Davisa w 1967, w którym Ekwador pokonał Stany Zjednoczone. W pierwszym pojedynku tego spotkania Cliff Richey pokonał reprezentacyjnego partnera Olvery Pancho Guzmana. Olvera wyrównał stan finału pokonując w czterech setach Arthura Ashe, dla którego była to pierwsza porażka w historii występów daviscupowych. Kapitan ekwadorskiej ekipy Danny Carrera podczas celebrowania radości po sukcesie podopiecznego złamał nogę, kiedy przewrócił się próbując przeskoczyć siatkę.
Olvera nie poprzestał na sukcesie singlowym w tym meczu – w parze z Guzmanem pokonał także debel amerykański Clark Graebner i Marty Riessen, chociaż rywale prowadzili już 6:0, 5:2. O zwycięstwie Ekwadoru przesądził ostatniego dnia Guzman, pokonując w pięciu setach Ashe'a (mimo przegrania dwóch setów do zera). W piątym meczu, już bez znaczenia dla końcowego wyniku, Olvera uległ Richeyowi.
W półfinale międzystrefowym Pucharu Davisa 1967 Ekwadorczycy nie sprostali Hiszpanom, a Olvera został pokonany przez Juana Gisberta i Manuela Santanę. Rok później w kolejnym finale strefy amerykańskiej reprezentacja USA wyeliminowała Ekwador. Olvera debiutował w reprezentacji narodowej Ekwadoru w 1961, następnie występował regularnie w latach 1967–1977. Łącznie wygrał – w deblu i singlu – 21 meczów, przegrał 29. Do innych wartościowych zwycięstw w ramach tych rozgrywek można zaliczyć pokonanie Kolumbijczyka Ivána Moliny i Chilijczyka Patricio Cornejo.
Po zakończeniu kariery zawodniczej został trenerem tenisa.